# Arthrosphaera wroughtoni
Arthrosphaera wroughtoni är en mångfotingart som beskrevs av Pocock 1895. Arthrosphaera wroughtoni ingår i släktet Arthrosphaera och familjen Sphaerotheriidae. Inga underarter finns listade i Catalogue of Life.